# Auxa obliquata
Auxa obliquata är en skalbaggsart som beskrevs av Stefan von Breuning 1939. Auxa obliquata ingår i släktet Auxa och familjen långhorningar.
Artens utbredningsområde är Madagaskar. Inga underarter finns listade.